# Île Bliss
Ne doit pas être confondu avec Îles du Bliss.
L'île Bliss (en russe : Остров Блисса) est une petite île de la terre François-Joseph, en Russie.
Au sud de l'île Pritchett, dont elle n'est séparée que par 700 m, un peu plus d'une moitié de l'île est couverte par les glaces, le reste du territoire étant composé des falaises côtières et de galets. Son point culminant mesure 301 m. De forme allongée, elle s'étend sur 6 km de longueur pour une largeur de 3 km.
Face au cap Beresford, à une cinquantaine de mètres de la côte, se trouve l'îlot Zoub.
Elle a été nommée en l'honneur du général de l'armée américaine Tasker Howard Bliss (1853-1930).